# Oude Wereld

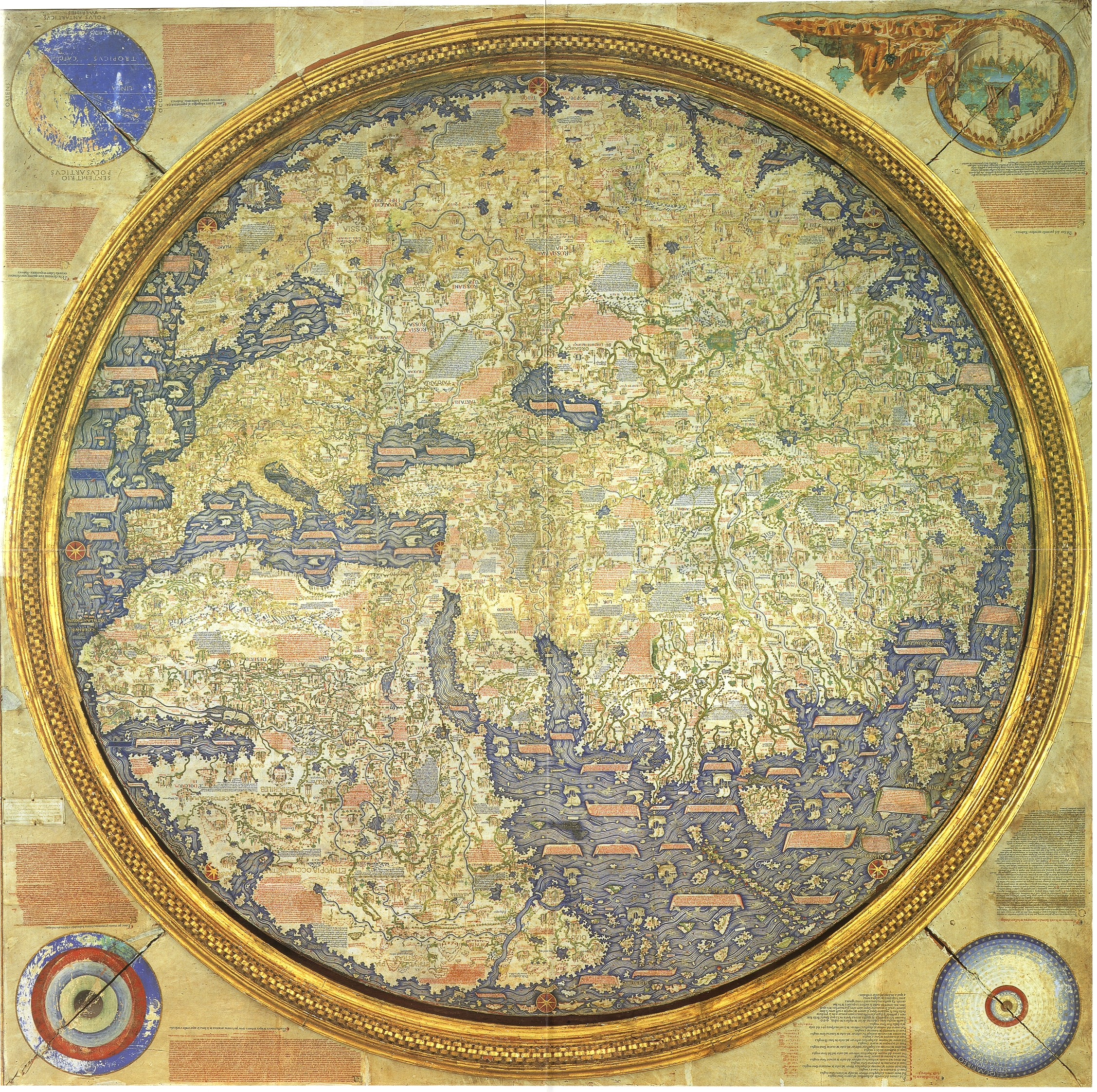
De Fra Mauro-wereldkaart,een historische kaart van de Oude wereld.

De Oude Wereld zijn de continenten die in Europa bekend waren voor de Europese ontdekkingen vanaf 1492. Dit zijn Europa, Afrika en Azië.
De Nieuwe Wereld betreft dan Noord- en Zuid-Amerika en Oceanië.

## Biologie
In de biologie wordt de aanduiding gebruikt om verschil aan te geven in soorten apen: Apen van de Oude Wereld en die van de Nieuwe wereld

## Cultuur en politiek
Ook om verschillen in cultuur en politiek aan te duiden worden deze begrippen nog steeds gebruikt.

## Wijn
In de wijnwereld wordt een ander onderscheid gemaakt in de nieuwe en de oude wereld. Europese wijnen noemt men "oudewereldwijnen" en wijnen uit onder andere Zuid-Amerika, Australië, Californië, Libanon en Zuid-Afrika noemt men "nieuwewereldwijnen".